# Flottans IF Karlskrona
Flottans IF Karlskrona, egentligen Flottans IF (1920–1929), Kungliga Flottans IF i Karlskrona (KFIK, 1929–2013) och Karlskrona Handboll (2013–2022), var en handbollsklubb i Karlskrona. Vid det första Svenska mästerskapet i handboll 1931/1932 blev klubben svenska mästare efter finalseger mot Stockholms-Flottans IF med 9–15 på Skeppsholmen i Stockholm.
I juli 2022 slogs Karlskrona Handboll ihop med HIF Karlskrona (tidigare Hästö IF), och går nu under namnet HF Karlskrona.

## Historia
Flottans Idrottsförening (Flottans IF) hade sitt ursprung i den år 1909 bildade idrottsnämnden vid flottans station i Karlskrona. De första bestämmelserna för Flottans IF utfärdades den 14 mars 1920, vilket föreningen räknar som datumet för sitt grundande. Den 7 mars 1925 ombildades föreningen och anslöt sig till Riksförbundet (nuvarande Riksidrottsförbundet) samtidigt som den övertog den år 1909 bildade idrottsnämndens uppgifter.
År 1929 ändrades föreningens namn till Kungliga Flottans Idrottsförening i Karlskrona (KFIK). Föreningens medlemmar utgjordes fram till 1950-talet så gott som uteslutande av anställda inom flottan. Därefter skedde en ändring till det bättre för kommunens idrottsintresserade ungdomar.

### Ungdomsverksamhet
Flottans IF var under 1960- och 1970-talen en av de föreningar som bedrev den mest omfattande ungdomsverksamheten inom Blekinge idrottsförbund. Svenska juniormästare 1967. Seger mot SoIK Hellas borta med 15-12. Ungdomsverksamheten fortsatte under 1980-talet och hade en hög prioritet inom föreningen. 
Den 1 maj 2013 startade den gemensamma satsningen på ungdomshandboll i Karlskrona genom att Karlskrona Handboll bildades av ungdomssektionerna i Hästö IF, IFK Karlskrona, HK Eklöven och Flottans IF. Från att ha varit cirka 330 ungdomar vid starten var antalet aktiva två år senare fler än 550 spelare. Säsongen 2015/16 spelade klubbens samtliga lag under namnet Karlskrona Handboll och hade träningsgrupper och lag i samtliga åldersklasser, från handbollsskolor upp till seniorspel i division 2, för både flickor/damer och pojkar/herrar.
För att ungdomsverksamheten skulle komma närmare seniorverksamheten, slogs Karlskrona Handboll och HIF Karlskrona ihop i juli 2022, nu under namnet HF Karlskrona.